# Shobaleader One: d'Demonstrator
Shobaleader One: d'Demonstrator è un album del musicista britannico Squarepusher, pubblicato nel 2010.

## Tracce
1. Plug Me In
2. Laser Rock
3. Into The Blue
4. Frisco Wave
5. Megazine
6. Abstract Lover
7. Endless Night
8. Cryptic Motion
9. Maximum Planck